# 北约轰炸塞尔维亚广播电视台总部
1999年4月24日，北约轰炸塞尔维亚广播电视台总部。此次行动是科索沃战争期间，北约对南斯拉夫联盟空袭行动的一部分。

## 行动目的和后果
本次行动严重损坏了塞尔维亚广播电视台（下称“塞广电”）总部大楼，附近的圣三一教堂也受波及。南联盟境内其他广播和电力设施也遭受了破坏。轰炸时北约发射的一枚导弹夺走了大楼内16人的生命，其他人长期被困，须使用手机和外界联系。塞广电在轰炸后24小时内，于一处秘密地点重新开始播出。
北约方面辩称此次轰炸有两个理由：首先，干扰和削弱南斯拉夫军队的指挥、控制和通信网络是“有必要”的；其次，塞广电总部属于军民两用设施，在南斯拉夫对科索沃的战争中“起着重要的宣传作用”，故视作军事目标轰炸。英国记者蒂姆·朱达等人也认同塞广电播放丑化境内少数民族的塞尔维亚民族主义内容，并把塞族攻击少数民族的行为合法化。根据轰炸行动指挥官韦斯利·克拉克的说法，北约在空袭前于五角大楼新闻发布会上威胁南联盟政府将轰炸塞广电总部。

## 各方反应
法国反对此次空袭行动，与美国政府在行动的合法性上存在显著的分歧。“大赦国际”认为北约的行动是战争罪，美国学者诺姆·乔姆斯基则认为这是恐怖活动。“人权观察”组织也谴责称：“即使可以证明针对民用广播电视台的攻击是合法的，似乎也没有理由能把攻击城市里的演播室而非发射装置的行为合法化。”
美国东部时间1999年4月22日，美国驻南斯拉夫特使理查德·霍布鲁克在于纽约君悦酒店举办的纪念海外记者俱乐部成立六十周年晚餐会上说：
|  | 就在我来参加这次餐会之前，伊森·乔丹告诉我塞尔维亚广播电视台遭到空袭破坏，至少近段时间都无法再次上线播出了。如果事情真像伊森告诉我的一样，这真是无比重要的一次事件。事实上，就算塞广电只消停一阵子，南斯拉夫当局的三根统治支柱已经断了一根，另两根则是他们的军队和秘密警察。我认为，我们取得了重要且积极的进展。 |

2001年，欧洲人权法院宣布不予受理六名南斯拉夫公民代表塞广电对北约的起诉。该台的总经理米兰诺维奇因不及时撤出总部建筑被判处10年徒刑。根据“大赦国际”2009年报告，没有人对此次空袭负责，也没有人为受害者讨回正义。
塞广电总部本身没有拆除，留作纪念建筑。

## 后续事态

### 国际刑事法庭的报告
联合国前南斯拉夫问题国际刑事法庭作出的《关于调查北约轰炸南斯拉夫联盟行动的委员会给检察长的最终报告》中下如此结论：塞广电播出的节目“唤起人民对战争的支持，不足以令电视台大楼成为合法的军事目标”，但电视网本身被塞尔维亚政府用作军用通信系统，这令大楼成为可打击的目标。报告中写道：
|  | 如果空袭真正的目的是令电视网混乱，空袭在法律上就是可接受的。（中略）北约因塞广电的宣传而炸毁其总部大楼是一起意外事件，但炸楼的意外与瘫痪塞尔维亚军队指挥和控制系统、以及破坏维护米洛舍维奇统治的机器的主要目标起了相互补充的作用。 |

声明中有关平民伤亡的部分写道：
|  | 尽管平民伤亡很高，但似乎符合比例原则。 |

### 2011年塞广电道歉声明

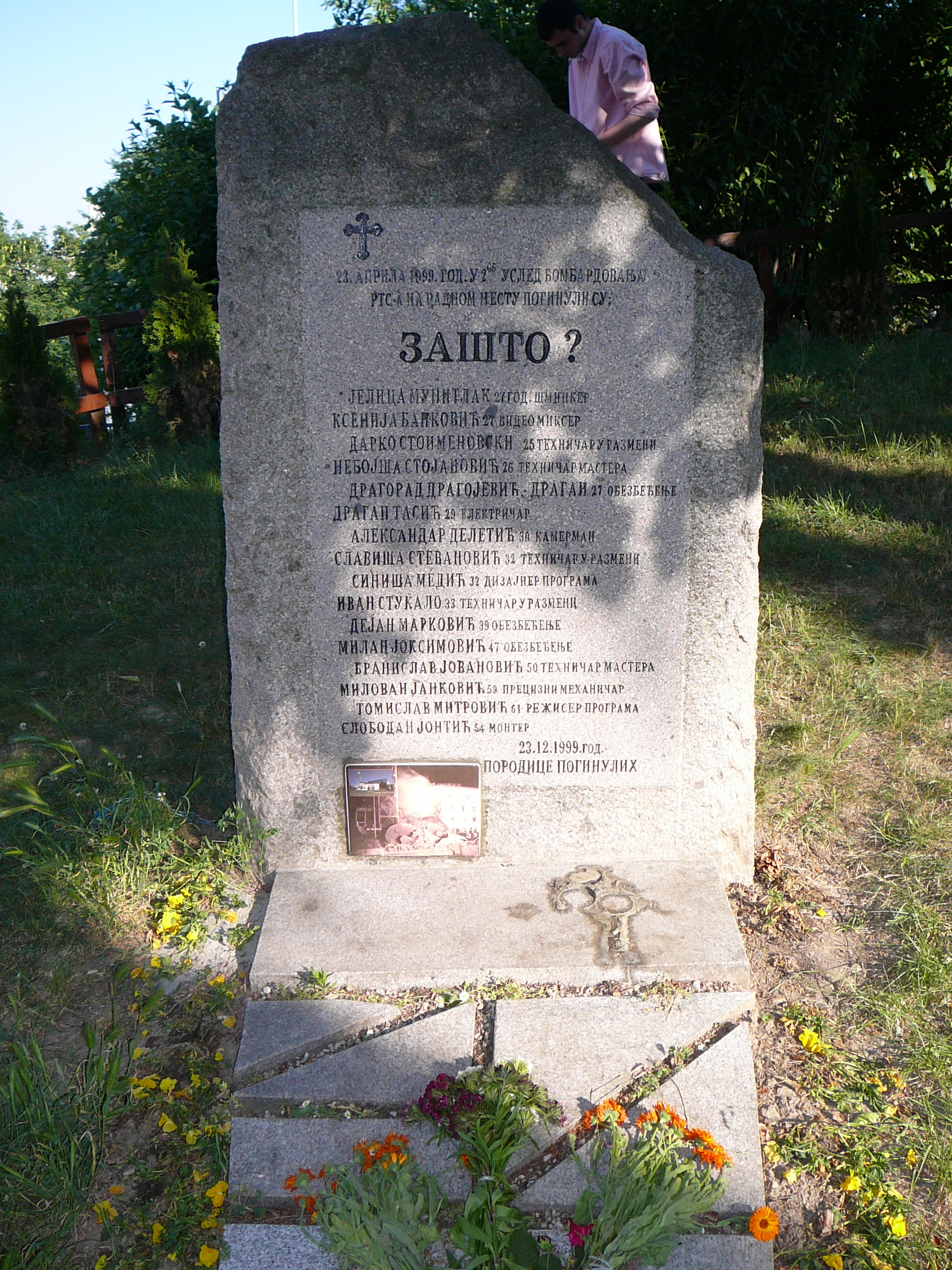
位于塔马登公园的遇难者纪念碑，下方是塞广电大楼被炸后的照片

2011年5月23日。塞广电就该台1990年代播出服务于政治宣传和抹黑米洛舍维奇的政治对手的节目一事发表道歉声明，其中称播出的节目“伤害了塞尔维亚公民、人本主义知识分子、反对党成员、富于批判性思维的新闻记者、塞尔维亚境内的少数民族人民、少数宗教团体人士和邻国人民的感情、美德和尊严”。美联社如此写道：
|  | 塞广电公然散发有利于米洛舍维奇统治的民族主义宣传，把塞族人描绘成南斯拉夫民族内战的受害者，进而鼓动起民族情绪引发战争。同时，它还把塞尔维亚内部的反对党打成受外国势力蛊惑的、损害国家利益的“叛国者”。这种宣传激烈到引发1991年3月贝尔格莱德的反政府抗议活动，其中两人在这个国家的第一次反对米氏统治的人民起义中身亡；还令北约在1999年把电视台总部大楼定为打击目标。在北约联军为阻止米氏攻打科索沃省阿尔巴尼亚族分裂势力的战争中，塞广电大楼遭受轰炸，十六人在空袭中遇害。 |